# Kaisquilla
Kaisquilla is een geslacht van kreeftachtigen uit de klasse van de Malacostraca (hogere kreeftachtigen).

## Soort
- Kaisquilla laevis Ahyong, 2002